# Albert Ladenburg
Albert Ladenburg (2 juillet 1842 – 15 août 1911) est un chimiste badois. Né dans une famille juive bien connue de Mannheim, il est le fils du juriste et économiste Leopold Ladenburg (1809-1889) et de Delphine Picard (1814-1882), de Strasbourg. Ses deux parents ont comme grand-père un créateur de banque, Wolf Ladenburg, et sont donc cousins germains.
Il épouse Margarethe Pringsheim le 19 septembre 1875 (née le 14 janvier 1855 ; décédée en 1909), fille du botaniste et spécialiste de la physiologie végétale Nathanael Pringsheim (1823-1894) qui enseigne à Berlin et Iéna.
Il est le père du physicien Rudolf Ladenburg.
Albert Ladenburg est un excellent pianiste, ami de Johannes Brahms et il joue à quatre mains avec Clara Schumann. La maison de ses beaux-parents et l'Institut de Chimie de Breslau sont représentatifs des constructions bourgeoises modernes vers la fin du XIXe siècle.

## Biographie
Albert Ladenburg étudie les mathématiques et les langues modernes à l'université de Karlsruhe, puis la chimie et la physique à Heidelberg et enfin la physique à Berlin. Il passe son doctorat de philosophie en 1863 à Heidelberg où il devient Privatdocent le 8 janvier 1868. Le 30 mars 1870, il est nommé professeur extraordinaire à Heidelberg.
Le 25 octobre 1872, il est appelé à l'université de Kiel comme professeur ordinaire de chimie et directeur du nouveau laboratoire de chimie. Aujourd'hui, une des salles s’appelle Salle Ladenburg.

Structure moléculaire du [3]prismane

À Gand Ladenburg passe un semestre avec Kekulé qui le familiarise avec la chimie structurelle. Il travaille ensuite pendant 18 mois à Paris avec Charles Friedel sur les liaisons organiques du silicium puis il continue seul à étudier les liaisons organiques de l’étain. Ses travaux le font habiliter à Heidelberg sans qu’il ait besoin d’un mémoire d’habilitation spécial (Habilitationsschrift).
Ladenburg participe avec Kekulé à la discussion visant à mieux connaître la formule structurelle du benzène. Sa présentation d'une molécule prismatique est certes erronée, mais la structure qu’il propose, peut être synthétisée en 1973 (c'est en fait le [3]prismane).
Ladenburg est nommé le 1er octobre 1889 à l'université de Breslau, où le 1er octobre 1909 la maladie le force à renoncer à son enseignement. En 1900 il fonde la Chemische Gesellschaft Breslau qu'il dirige jusqu'en 1910.

## Récompenses
- 1905 : médaille Davy

## Œuvres (en allemand)
- Albert Ladenburg: Lebenserinnerungen, Breslau 1912.
- Margarete und Albert Ladenburg (Übersetzung und Hg.), Berthelot und L. Pean de Saint-Gilles: Untersuchungen uber die Affinitaten. Über Bildung und Zersetzung der Äther, Verlag W. Engelmann, Leipzig 1910.
- Albert Ladenburg (Hg.), August Kekulé: Über die Konstitution und die Metamorphosen der chemischen Verbindungen und über die chemische Natur des Kohlenstoffs. Untersuchungen über aromatische Verbindungen, Akademische Verlagsgesellschaft, Leipzig 1904.
- Margarete und Albert Ladenburg (Übersetzung und Hg.), Louis Pasteur: Über die Asymmetrie bei natürlich vorkommenden organischen Verbindingen, Akademische Verlagsgesellschaft, Leipzig 1907.
- Margarete und Albert Ladenburg (Übersetzung mit Anmerkungen und Hg.), Karl Adolph Wurtz: Abhandlung über die Glycole oder zweiatomige Alkohole und über das Aethylenoxyd als Bindeglied zwischen organischer und Mineralchemie, Verlag W. Engelmann, Leipzig 1909.